# Dysdera tartarica
Dysdera tartarica är en spindelart som beskrevs av Kroneberg 1875. Dysdera tartarica ingår i släktet Dysdera och familjen ringögonspindlar. Inga underarter finns listade i Catalogue of Life.